# Martin Nitzsche
Martin Nitzsche (* 29. Januar 1911 in Leipzig; † unbekannt) war deutscher Volksschullehrer, Mitarbeiter des Sicherheitsdienstes, Referatsleiter im Reichssicherheitshauptamt.

## Leben
Martin Nitzsche legte zu Ostern 1930 in Leipzig das Abitur ab. Danach nahm er eine Ausbildung als Volksschullehrer an der Universität Leipzig und dem hier angeschlossenen Pädagogischen Institut auf. Während der Studienzeit belegte er das Wahlfach Geschichte. Bereits 1924 gehörte er zu dem deutsch-völkisch ausgerichteten „Deutschen Turnerbund“. In die NSDAP trat er zum 1. Juni 1930 ein (Mitgliedsnummer 256.799) und wurde ein Jahr später Mitglied der SA. Im Jahr 1932 wechselte er zur SS (SS-Nummer 122.461).
Im Jahr der nationalsozialistischen Machtergreifung legte Nitzsche im Juli die Staatsprüfung für das Lehramt ab. Wenig Monate darauf trat er im November 1933 in Leipzig in den Schuldienst ein. Um sich den Aufgaben der NSDAP besser widmen zu können und seinen Verpflichtungen innerhalb der SS nachkommen zu können, ließ er sich mehrfach vom Schuldienst beurlauben. Zu Beginn des Jahres 1935 war er stellvertretender SS-Sturmführer und führte den 1. Zug des 1. Sturms der 48. SS-Standarte. Bei einer weltanschaulichen Schulung der NSDAP 1935 in Dresden, die an einem Wochenende stattfand, wurde er, vermutlich durch Wilhelm Spengler, für den Sicherheitsdienst der NSDAP als freier Mitarbeiter angeworben. Intensiv arbeitete er ab Dezember 1936 inoffiziell für den Sicherheitsdienst. Am 1. Mai 1937 übernahm er die Leitung der Verbindungsstelle der Deutschen Bücherei Leipzig. Sie wurde zu dieser Zeit in der Struktur des SD-Hauptamtes in der Abteilung I 323 (wissenschaftliche Forschungsstelle) geführt. Sein direkter Vorgesetzter war hier Paul Dittel. Mit ihm und weiteren im studentischen Bereich tätigen freien Mitarbeitern fanden regelmäßige Beratungen zu den vom SD bearbeiteten Arbeitsschwerpunkten und gewünschten Forschungsthemen statt. Dabei wurde auf einer der Zusammenkünfte vorgeschlagen, dass Nitzsche für seine Promotion das Thema „Das Deutschlandbild der Emigration“ bearbeiten wird. Ab 1938 traf er dann die Entscheidung, nicht weiter im Volksbildungsbereich tätig zu sein, und ließ sich deshalb als Volksschullehrer beurlauben.
Mit der Bildung des Reichssicherheitshauptamtes 1939 gehörte Nitzsche zum Amt II „Weltanschauliche Gegner“. Im Vorfeld hatte es erhebliche Auseinandersetzungen zwischen Franz Six und Wilhelm Spengler um die Zuordnung der Verbindungsstelle gegeben. Anfangs konnte sich Spengler die Auswertungsstelle für seine Gruppe III A sichern. Doch nach Intervention durch Six und dann im bestätigten Strukturplan des RSHA vom September 1939 war sie dem Bereich der „Gegnerforschung“ zugeschlagen worden. Zwischendurch waren nochmals Auseinandersetzung notwendig, bis in der Amtsbesprechung am 4. Januar 1940 festgelegt wurde, dass „die Verbindungsstelle Leipzig als ein Auskunftsinstrument für das Reichssicherheitshauptamt dem Amt II unterstellt und angegliedert wird“. Im Strukturplan des RSHA vom Februar 1940 wird Nitzsche als Referatsleiter II A 5 (Verbindungsstelle zur Deutschen Bücherei Leipzig) geführt. Sein direkter Vorgesetzter war zu dieser Zeit der Leiter der Gruppe II A (Grundlagenforschung) Rudolf Oebsger-Röder. Mit der nochmaligen Strukturänderung innerhalb des Reichssicherheitshauptamtes Mitte 1940 wurde Nitzsche dem Amt VII A 3: (Auskunftei und Verbindungsstelle Leipzig) zugeordnet. Sein Vorgesetzter wurde nunmehr SS-Hauptsturmführer Karl Burmester. Mit der Zuordnung der Verbindungsstelle Leipzig zum Amt VII wurde der erste Schritt zur Schaffung eines „wissenschaftlichen“ Unterbaus für dieses Amt getan.
Danach verliert sich die Spur von Nitzsche.